# Val-et-Châtillon
Val-et-Châtillon è un comune francese di 678 abitanti situato nel dipartimento della Meurthe e Mosella nella regione del Grand Est.

## Società

### Evoluzione demografica
Abitanti censiti